# نمار
روستای نمار در منطقه نمارستاق واقع شده است.
با جمعیت بومی حدود ۲۰۰ نفر که در ۴۰ کیلومتری جنوب آمل و ۱۶ کیلومتری غرب پنجاب لاریجان قرار دارد.
روستای نمار در فصل تابستان دارای ۷۰۰ خانوار غیر بومی در این منطقه ییلاقی می‌باشد.
در اطراف این روستا مناطق زیبا و خوش منظره وجود دارد که دسترسی به آن‌ها با خودرو امکان‌پذیر نمی‌باشد و برای برای رسیدن به آن‌ها کوهنوردی کرد که شامل: دشت دریوک، آبشار کوهره (دریوک)، آب معدنی اشلک، آبشار آستانه کر، دشت لار و قلل مرتفع ناظر و کهون می‌باشد.
دشت و آبشار شیب‌دار کوهره دریوک در منطقه نمارستاق در 40 کیلومتری آمل از ییلاق‌های زیبای منطقه البرز می‌باشد که دارای مناظر بسیار دیدنی می‌باشد به عبارتی با پشت سر گذاشتن دو سوم جادهٔ هراز در قلب منطقهٔ البرز مرکزی، به محلی موسوم به دو راهی پنجاب می رسید. بعد از حدود یک ساعت پیاده‌روی از روستای نمار به دشت دریوک که دشتی کوچک ولی بسیار دیدنی است، و کمی پس از آن به آبشار کوهره می‌رسیم. یک دشت وسیع با آبشاری بلند و کشیده با سنگلاخ‌هایی سخت که بلندترین آبشار زمینی ایران نیز نامیده میشود طبیعتی زیبا برای گردشگران و کوه‌نوردان فراهم کرده است. چشمه‌های آب معدنی و چهل چشمه و چشمه لهرا و دشت سفید از دیگر جاذبه‌های این منطقه می‌باشد.
آبشار زیبای این منطقه در جنوب روستای نمار و در میان دره شرقی دریوک قرار دارد و حدود 100 متر ارتفاع دارد. مسیر فرعی منطقه نمارستاق، مابین روستاهای هردورود و کهرود از قسمت غربی جاده هراز از محل سه راهی پنجاب جدا شده و از میان دره‌ای دیدنی و سرسبز به طول حدود 25 کیلومتر می‌گذرد.